# Los Verdes - Izquierda de Madrid
Los Verdes-Izquierda de Madrid va ser un partit polític de caràcter ecologista de la Comunitat de Madrid, actualment inactiu sota aquest nom.
Los Verdes-Izquierda de Madrid es va crear en maig de 2001 a San Sebastián de los Reyes (es va inscriure en el Registre de Partits Polítics del Ministeri de l'Interior d'Espanya al juny i va celebrar el seu congrés constituent al desembre), en el marc d'un procés de convergència a nivell estatal entre partits verds i d'esquerra liderat per la Confederación de Los Verdes, Iniciativa per Catalunya Verds i Izquierda Democrática Cántabra, anomenat Els Verds - Les Esquerres dels Pobles.
Integraren Los Verdes-Izquierda de Madrid la major part d'organitzacions ecologistes de la Comunitat de Madrid: Los Verdes de Madrid (membre madrileny de la Confederació), Los Verdes-Grupo Verde, Foro Verde, Izquierda Madrileña (una escissió d'Izquierda Unida), Izquierda Independiente-Iniciativa por San Sebastián de los Reyes, un grup de militants procedents de Nueva Izquierda que no havien volgut ingressar al PSOE agrupats al voltant de Red Verde, Plataforma de Izquierdas de Coslada, Partido Rojiverde de Alcorcón, Izquierda Democrática de Pinto. No s'hi integraren en el partit Los Verdes de la Comunidad de Madrid.
Assoliren notorietat en proposar com a candidat a l'alcaldia de Madrid a les eleccions de 2003 a l'aleshores eurodiputat elegit per les llistes del PSOE, José María Mendiluce Pereiro. Ángel Requena Fraile, aleshores alcalde de San Sebastián de los Reyes, elegit en les llistes d'Izquierda Unida i que més tard formà Izquierda Independiente-Iniciativa por San Sebastián de los Reyes, fou el seu candidat a la presidència de la Comunitat de Madrid. Es presentaren sota la denominació Los Verdes.
Obtingueren uns resultats discrets: a les municipals foren la quarta força política, amb 48.686 vots (1,59%), que es traduïren en sols quatre regidors (abans de les eleccions, els seus partits integrants comptaven amb 17). A la ciutat de Madrid van ser també la quarta força, amb 26.448 vots (1,55%), sense obtenir representació. A les autonòmiques, els resultats foren lleument pitjors, 42.317 vots (1,41%), i tampoc obtingueren representació.